# کوین دیرومرام
کوین دیرومرام (تایلندی: เควิน ดีรมรัมย์؛ زادهٔ ۱۱ سپتامبر ۱۹۹۷) بازیکن فوتبال اهل سوئد است.
از باشگاه‌هایی که در آن بازی کرده‌است می‌توان به باشگاه فوتبال دیورگاردن اشاره کرد.
وی همچنین در تیم‌های ملی فوتبال زیر ۱۷، ۱۸و ۱۹ سال سوئد و زیر ۲۳ سال و بزرگسالان تایلند بازی کرده‌است.